# Mohnblau
Mohnblau war eine norddeutsche Pop-Rock-Band aus Mecklenburg-Vorpommern. Sie formierte sich 2004 aus Mitgliedern der Gruppe Xsense. Die Gruppe besteht seither aus Sängerin Jana Halbritter sowie den beiden Instrumentalisten und Produzenten Sebastian Nicklas (Gitarre) und Robert Reich (Bass). Deutschsprachige Texte und eingängige Melodien sind die Markenzeichen der Band.

## Geschichte
2004 gewann Mohnblau Ostdeutschlands größten Newcomer-Wettbewerb, den F6 Music Award. Die Band setzte sich gegen rund 800 Bewerber durch, erlangte deutschlandweite Aufmerksamkeit und unterschrieb beim Major-Label BMG einen Plattenvertrag. Anschließend tourte die Band durch Deutschland, unter anderem gemeinsam mit Udo Lindenberg, Söhne Mannheims, Wir sind Helden, Wolfsheim, 2raumwohnung, H-Blockx und Phillip Boa. Aus der Begeisterung Udo Lindenbergs für die Band entwickelte sich ein musikalisches Projekt. Gemeinsam mit Mohnblau schrieb er das LIed Das Merkel ich mir, der zur Bundestagswahl 2005 als Single veröffentlicht wurde.
Zahlreiche Konzerte führten Mohnblau unter anderem bis in den Balkan, den Kosovo und Bosnien-Herzegowina. Die Band trat auf dem Christopher Street Day in Köln ebenso wie auf der Musikmesse Popkomm auf.
In den folgenden Jahren entstanden zwei Studioalben – Erntezeit und Wunder.
Wunder wurde in den Lakesidestudios unter Leitung von Dirk Burke produziert und beim Label Gillmeister Enterprises veröffentlicht. Mit der Single Wunder, der ersten Auskopplung aus dem gleichnamigen Album, wurde Mohnblau im Mai 2009 von Njoy Radio zum Newcomer des Monats gekürt. Mit dem Lied Nachtgeisterspiele veröffentlichte die Band im März 2010 eine weitere Single, die im Sommer desselben Jahres auf zahlreichen Live-Konzerten in der Republik vorgestellt wurde und vom neuen Sound der Band kündet. Funky, groovy, beschwingt mit einer Spur Melancholie wird dieser beschrieben.
Währenddessen arbeitete die Band weiter und produzierte im Juli 2010 in Eigenregie zwei neue Lieder. Tik Tak und Garten Eden wurden im Rahmen einer EP am 15. September 2010 veröffentlicht.
Außer zwei neuen Liedern enthält die EP namens Tik Tak ausgesuchte Lieder der Vorgängeralbums Wunder und auf einer Deluxe-Version das Video zum Lied Tik Tak.

## Diskografie
- September 2004: Wars das schon (Single)
- Mai 2008: Das Merkel ich mir (Single, mit Udo Lindenberg)
- September 2005: Erntezeit (Album)
- März 2009: Wunder (Album)
- Mai 2009: Wunder (Single)
- November 2009: Heimatlos (Single)
- März 2010: Nachtgeisterspiele (Single)
- September 2010: Tik Tak (EP)
- September 2010: Tik Tak deluxe (EP)